# Katedrala Naše Gospe od Bzommara
Katedrala Naše Gospe od Bzommara (špa. Catedral Nuestra Señora de Bzommar)  je crkva Armenske katoličke Crkve u Montevideu u naselju Prado.
Katedrala je posvećena Gospi od Bzommara, zaštitnici armenskih katolika. To je značajno vjersko središte za mjesnu armenske zajednice u Urugvaju. U Montevideu je posvećena još jedna crkva Gospi od Bzommara.